# Mee bandung Muar
Le mee bandung Muar, ou plus simplement mee bandung, est un plat typique de la ville de Muar,, en Malaisie. Le mot bandung signifie littéralement « mélange » ou « paire » en malais, que l'on retrouve dans d'autres éléments de la cuisine malaisienne comme le sirap bandung. Il n'y a aucun lien avec la ville de Bandung en Indonésie.
Le mee bandung est un plat de nouilles et d'œufs dans une soupe à base de piment, d'oignons, d'épices, de pâte de crevette et de crevettes séchées. Le plat a plus récemment été agrémenté de viande, de poisson et de légumes. Bien qu'on puisse en trouver dans tout le pays, le plat servi dans sa ville d'origine est considéré comme le plus délicieux,.

## Galerie

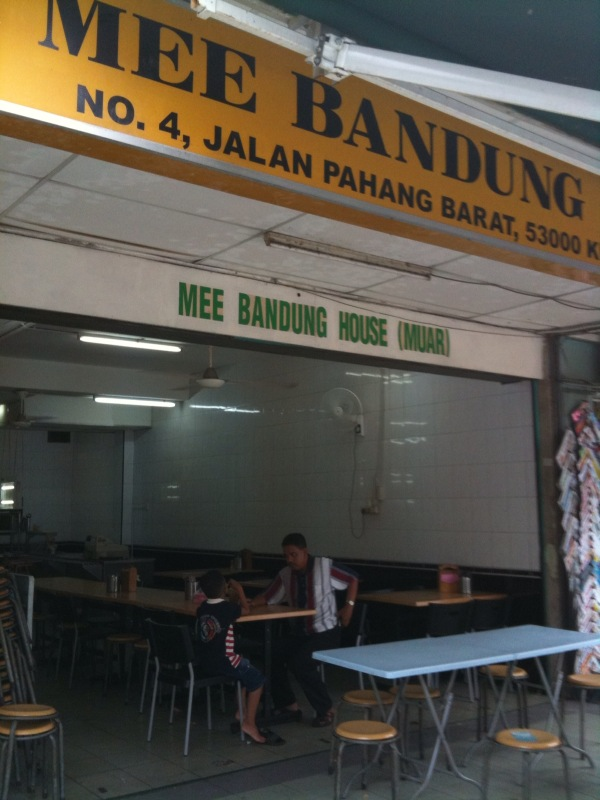
Mee bandung House à Kuala Lumpur.
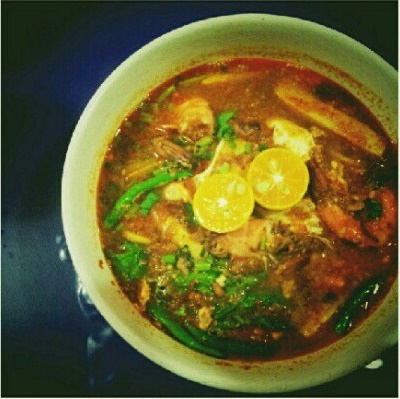
Mee Bandung of Muar.